# Abbaye Notre-Dame de Déols
L’abbaye Notre-Dame de Déols ou abbaye Notre-Dame de Bourg-Dieu est une ancienne abbaye bénédictine, maintenant très largement en ruines, située à Déols en Bas-Berry, dans le département de l'Indre, près de Châteauroux. Elle est fondée le 2 septembre 917 par Ebbes le Noble, seigneur de Déols. Il imite en cela son seigneur Guillaume Ier d'Aquitaine, comte d'Auvergne de Berry, de Limousin, de Lyon et de Mâcon, qui peu d'années auparavant avait fondé l'abbaye de Cluny en Saône-et-Loire,,,. Tout comme son puissant modèle bourguignon, l'abbaye est placée sous l'autorité directe du pape, et non sous celle de l'archevêque de Bourges.
L'abbaye devient rapidement un établissement prospère. Elle est la plus puissante du Berry avec celle de Massay et une des plus importantes de France au Moyen Âge. Les moines de Déols reçoivent de nombreux dons de paroisses, de terres, de chapelles, gèrent des prieurés, et bénéficient ainsi de revenus réguliers. Cet enrichissement considérable se reflète dans l'édification de la grande église abbatiale, aujourd'hui presque entièrement disparue. L'apothéose de l'abbaye se situe aux XIIe, XIIIe et XIVe siècles.
Le régime de la commende instauré au début du XVIe siècle est le reflet d'une perte d'influence. La période des guerres de religion (1562-1594) se révèle calamiteuse pour l'abbaye Notre-Dame de Déols. Elle est en partie détruite par les protestants. Elle ne s'en relève pas et, en 1622, le prince Henri II de Bourbon-Condé, après accord du roi de France Louis XIII, obtient du pape Grégoire XV une bulle prononçant la sécularisation de l'abbaye. Celle-ci devient effective en 1629. Les bâtiments de l'abbaye deviennent alors une carrière où le prince Henri II de Condé, et à sa suite les autres administrations, puisent des matériaux de construction.
Les vestiges subsistants sont le clocher, la quatrième travée du collatéral nord, la crypte, le mur sud de la nef et la porte de jonction avec le cloître, la prison des moines, la salle capitulaire, la salle carrée avec ses têtes murales, le réfectoire, la cuisine et les autres bâtiments conventuels. Ils permettent de se faire une idée de la puissance et de la richesse de l'ancienne abbaye Notre-Dame de Déols, et constituent de précieux témoignages du style roman. Les projets de restauration débutent en 1843, quand Prosper Mérimée s'intéresse à l'abbaye et « veut sauver de la ruine l'unique tour subsistante ». Après une longue procédure,  le clocher, le mur sud de la nef et la partie encore visible du mur nord sont classés au titre des monuments historiques en 1862,.
Enfin, les fouilles archéologiques effectuées de 1924 à 1926 sous la direction de l'archéologue Jean Hubert ont permis pour la première fois de restituer le plan de la grande église abbatiale de Déols.
Des sculptures romanes de l'abbaye Notre-Dame de Déols sont exposées dans la salle lapidaire du musée-hôtel Bertrand à Châteauroux.

## Fondation
Par acte rédigé à Bourges par la chancellerie ducale, le 2 septembre 917, Ebbes le Noble, seigneur de Déols donne différents biens afin qu'un monastère régulier soit élevé à Déols, à la condition expresse qu'il soit dirigé par Bernon, qui à l'époque est déjà abbé de Cluny. En cela, il copie son suzerain Guillaume, duc d'Aquitaine qui par une charte rédigée à Bourges en septembre 909 ou 910 avait fondé et mis sous l'autorité immédiate du pape l'abbaye de Cluny. Cette fondation s'inscrit dans le mouvement de renaissance économique et spirituelle du début du Xe siècle de l'espace européen.
Les biens donnés par Ebbes le Noble pour fonder le monastère de Déols se situent le long de la rive droite de l'Indre dans une riche plaine alluviale dotée de plusieurs moulins.
Un acte de confirmation en 927 est signé au « Château de Déols », l'actuel Château Raoul, un lieu situé sur un escarpement en rive gauche de l'Indre à deux kilomètres en aval du monastère et dont l'existence est déjà mentionnée dans l'acte de 917. C'est ce dernier emplacement qui est à l'origine de l'agglomération castelroussine.
Vers 934, Odon, le deuxième abbé de Déols, ainsi que de Cluny, réputé comme un excellent réformateur de monastères, obtient du pape Jean XI le droit de recevoir ceux qui souhaiteraient quitter leur monastère d'origine pour rejoindre celui de Déols « dans le but de mener une vie plus parfaite ».

## Construction de l'abbaye

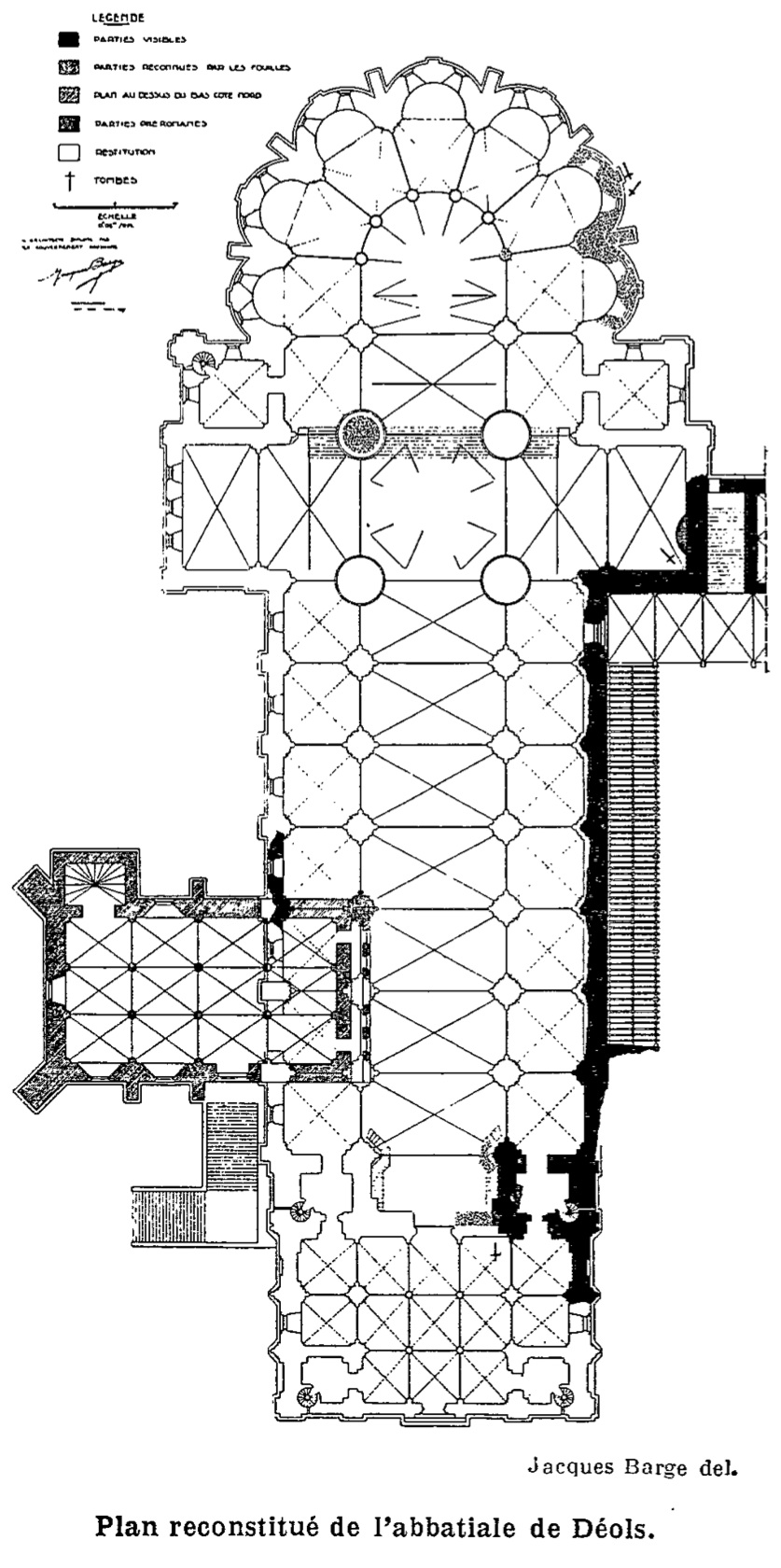
Plan reconstitué de l'abbatiale. Les parties en noir sont visibles. À gauche sur le plan, la chapelle Notre-Dame des Miracles.

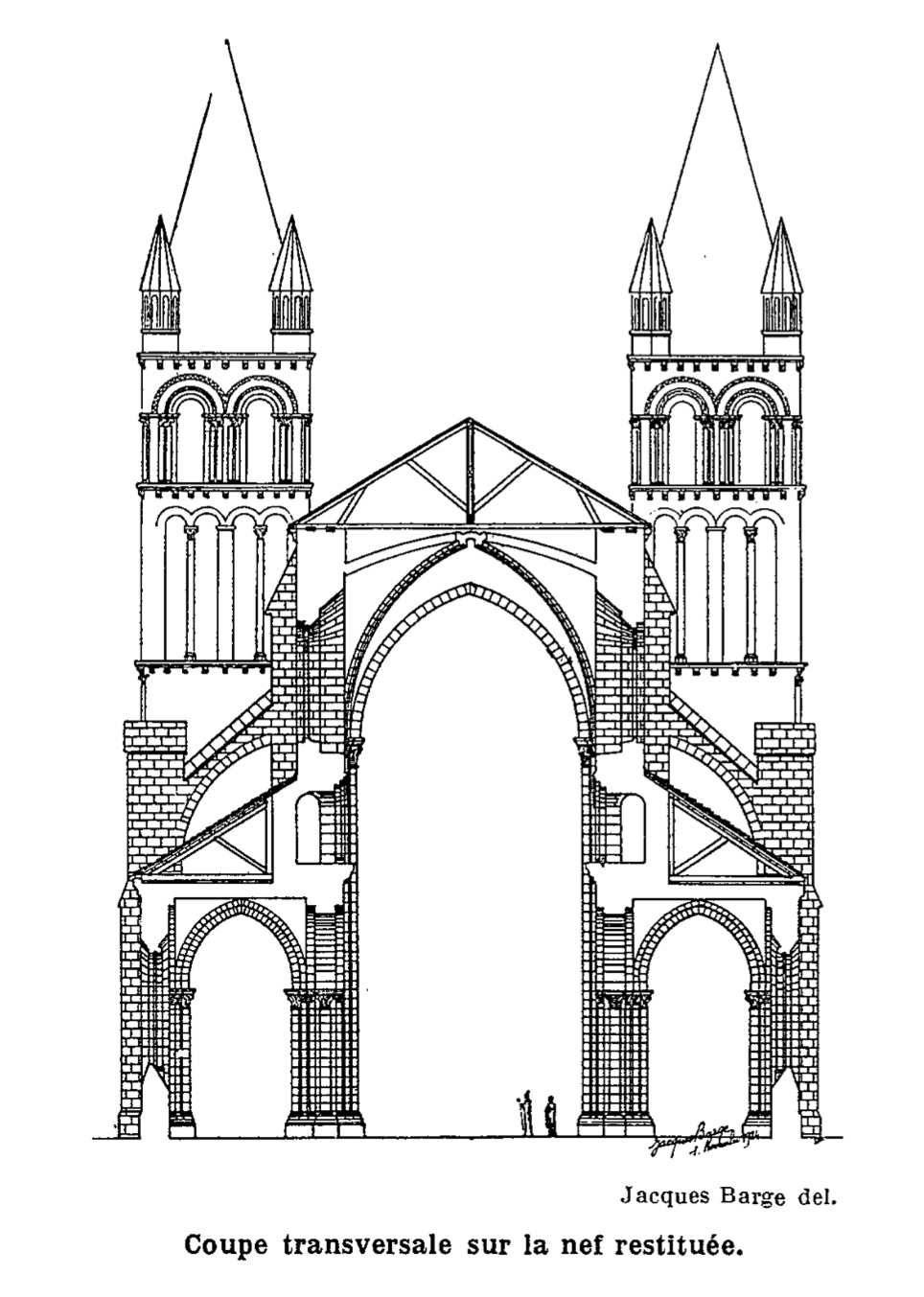
Abbaye de Déols, coupe transversale sur la nef reconstituée.

La Chronique de Déols signale que le monastère est complètement rénové en 991. Toujours d'après la Chronique de Déols, une seconde dédicace du monastère de Déols aurait eu lieu en 1021.
L'abbaye Notre-Dame de Déols fut le lieu d'inhumation des seigneurs de Déols, puis de Châteauroux, depuis sa fondation jusqu'à Guillaume Ier de Chauvigny mort en 1233. Les relations avec l'archevêché de Bourges furent souvent tendues sauf, comme le rapporte le poète et historien Baudri de Bourgueil (1046-1130), sous l'abbatiat d'Audebert de Montmorillon qui était déjà abbé de Déols (1087-1097) lorsqu'il devient également Archevêque de Bourges (1092-1097) et qui est présent en novembre 1095 lors du concile de Clermont où le pape Urbain II appelle à la première croisade.
Les nombreux dons d'églises, de chapelles, de prieurés et de terres qu'obtient rapidement l'abbaye déoloise attestent de son rayonnement,. Le livre IV de la Chronique universelle, écrite vers 1175, parle de la riche abbaye de Déols comme de la « mamelle de saint Pierre ». Cet enrichissement considérable se manifeste dans la construction de la grande église abbatiale du XIIe siècle. En réalité cet édifice est un chantier de construction permanent s'étalant sur plus d'un siècle. Finalement sa longueur, restituée grâce aux investigations menées de 1924 à 1926, atteint 113 mètres, pour 29 mètres de large et une hauteur sous le vaisseau central de 22 mètres. Par comparaison l'église abbatiale de Saint-Denis a 103 mètres de long, Saint-Martin-de-Tours 106 mètres, la cathédrale de Bourges 120 mètres, et 130 mètres pour Cluny III dont la construction n'est pas encore achevée en 1130,. Entre 250 et 300 personnes vivent dans l'abbaye dont une centaine de moines.
En 1107 lors de son voyage en France pour rechercher des appuis dans sa lutte face à l'empereur Henri V, le pape Pascal II visite les monastères relevant directement de son autorité et effectue de nombreuses consécrations. Présent à l'Abbaye Notre-Dame de Déols au mois de mars 1107, Pascal II consacre l'autel de saint Pierre et de saint Paul, l'évêque de Plaisance consacrant l'autel de Notre-Dame et Léger (Léodegarius), l'archevêque de Bourges, consacrant l'autel du bienheureux apôtre saint André.

## Une architecture à la limite de trois zones d'influence
La puissance du monastère repose avant tout sur ses possessions foncières et ses patronages sur les paroisses. Ainsi en 1115, 162 églises, chapelles et prieurés dépendent de l'abbaye Notre-Dame de Déols. Ces biens se trouvent essentiellement dans les départements de l'Indre, du Cher, de l'Allier et de la Creuse.
Jusqu'au milieu du XIIe siècle, le Bas-Berry relève du duché d'Aquitaine, d'où les rapports privilégiés de l'abbaye Notre-Dame de Déols depuis le Xe siècle avec le sud-ouest.
Dans la première moitié du XIIe siècle l'abbaye Notre-Dame de Déols est également un lieu de rayonnement intellectuel. Elle abrite le célèbre moine Hervé de Déols (ou Hervé de Bourg-Dieu),. Le rouleau évoquant sa mort vers 1149 ou 1150 lui attribue l'élaboration d'une explication du livre de la Hiérarchie Céleste attribué à saint Denis, des commentaires sur la dernière partie du prophète Ézéchiel, d'autres commentaires sur le Deutéronome, sur l'Ecclésiaste, sur les Livres des Juges, de Ruth et Tobie, une exposition des Épîtres de Paul qui fut considérée comme son chef-d'œuvre, plusieurs explications des leçons des Évangiles et des cantiques,.
Après le mariage le 18 mai 1152 d'Aliénor d'Aquitaine avec Henri II Plantagenêt, comte d'Anjou et duc de Normandie, le Bas-Berry passe sous l'influence du nouveau suzerain et des relations se mettent en place avec l'Anjou. Cinquante ans plus tard, à la suite du traité du Goulet, le 22 mai 1200, tous les fiefs du Bas-Berry reviennent sous la domination du roi de France Philippe-Auguste et le Bas-Berry s'ouvre pour longtemps à la France du nord.
Ces changements se reflètent directement dans l'évolution de la construction de la grande église abbatiale où des styles architecturaux très différents se succèdent.

## Le miracle de 1187

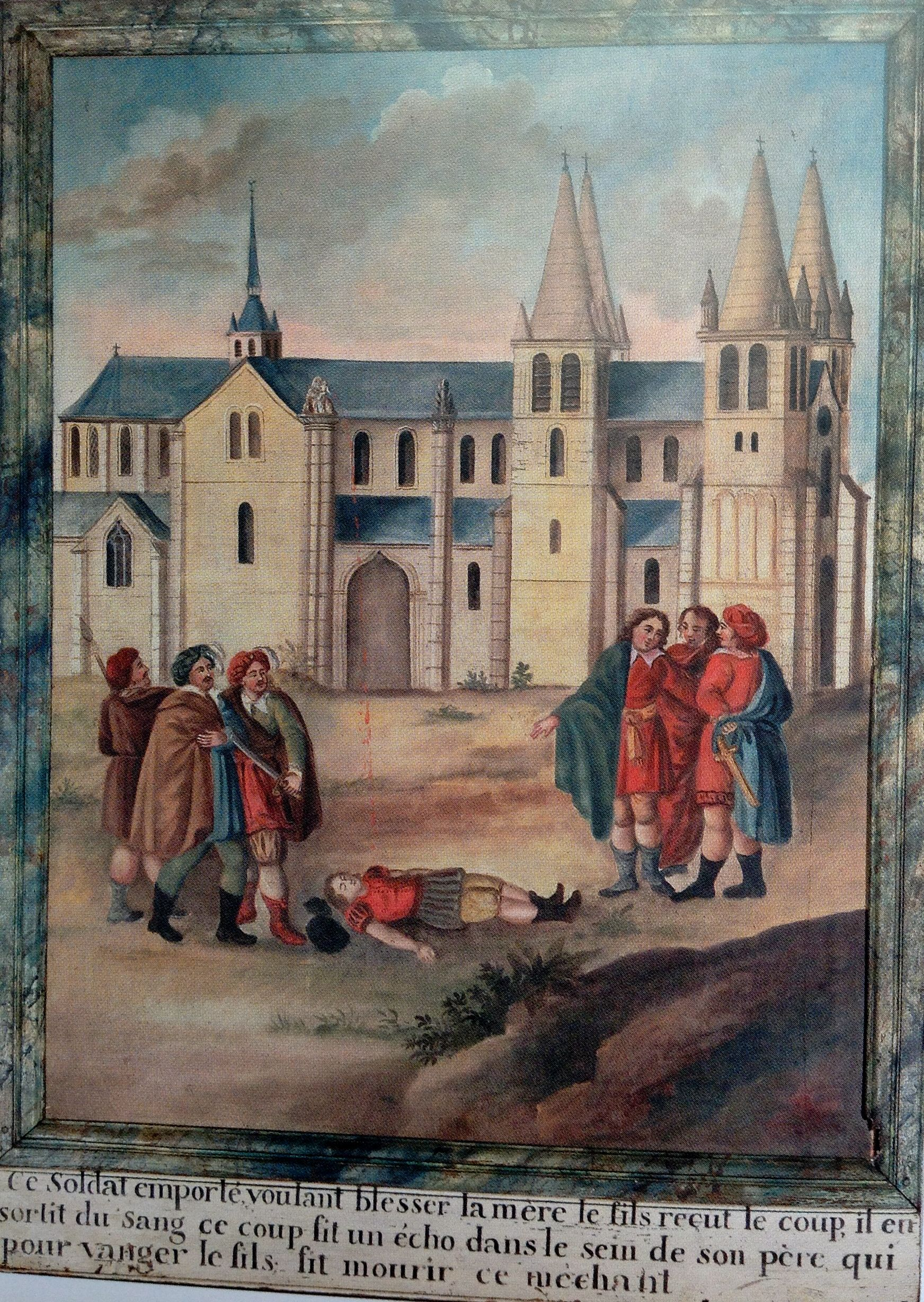
Le miracle de Déols. On voit que la statue est sur la façade nord.

Au printemps 1187 le Berry est le cadre de l'affrontement des Maisons de France et d'Angleterre. Le Bas-Berry est alors aux mains d'Henri II Plantagenêt. Celui-ci refuse de restituer Gisors et le Vexin normand, dote de Marguerite de France, veuve de Henri le Jeune.
De plus, son fils Richard Cœur de Lion refuse l'hommage qu'il doit au roi de France pour l'Aquitaine. Ces raisons suffirent pour que Philippe-Auguste décide la guerre.
Ayant rassemblé son armée à Bourges, Philippe-Auguste s'empare rapidement d'Issoudun et de Graçay, puis marche sur Châteauroux. Henri II Plantagenêt, dès le 17 mai 1187, avait pris le soin de diviser ses troupes en quatre corps d'armée. Celui de Richard Cœur de Lion s'était immédiatement dirigé sur Châteauroux pour mettre la place en état de défense. Aussi, lorsqu'il apprend que le roi de France s'est emparé d'Issoudun, il donne l'ordre à ses troupes, habituées à se payer sur le pays, de s'approprier l'ensemble des vivres qu'elles pourraient trouver, puis de brûler l'agglomération déoloise et de détruire le monastère.
Le samedi 30 mai 1187, à la tombée de la nuit, la situation devient critique. Des hommes et des femmes, habitant Déols, se regroupent devant le portail ouest de l'église abbatiale, dont les portes sont closes. Leurs prières adressées à la Bienheureuse Vierge Marie, dont une sculpture peinte se trouve au-dessus du portail, provoquent les railleries de quelques cotereaux appartenant au corps d'armée de Richard. Une pierre, jetée par l'un des soldats sur la statue de la Vierge brise le bras de l'enfant Jésus. Le bras tombe à terre et un flot de sang jaillit de la pierre mutilée ! Quant à l'auteur du sacrilège, il s'effondre sans vie sur le sol.
La nouvelle se répand pendant la nuit parmi les soldats de Richard, créant une véritable psychose. Le lendemain, des chevaliers viennent constater le prodige. On se dispute les pierres tachées de sang comme de précieuses reliques, et on retrouve le bras de pierre, encore humide et rouge de sang. Un « illustre personnage » prend alors furtivement ce bras et l'enveloppe dans un voile ; en se mêlant à la foule, il parvient à dissimuler son larcin. D'après l'historien Jean Hubert, cet illustre personnage pourrait être Jean sans Terre. Le soir même, le comte Richard est sur les lieux. Il publie un édit punissant de mort quiconque oserait porter la main sur les biens de l'abbaye. Le roi d'Angleterre en personne, accompagné de ses fils, vient visiter le monastère.
Quoi que l'on puisse penser du miracle, il frappe très profondément les esprits. Richard Cœur de Lion non seulement n'incendie pas le bourg de Déols, mais en retire ses troupes, mesure risquée qui peut laisser à l'adversaire un sérieux avantage. Mais l'émotion est aussi grande dans le camp français qu'elle l'est chez les Anglais, et on commence à douter de l'heureux issue des combats. Henri II, alors vieilli, malade, incertain de l'avenir et redoutant d'être trahi par son fils Richard, ne peut que souhaiter de conclure promptement la paix. Au contraire, Philippe-Auguste a un intérêt évident à poursuivre la guerre. Le fait est que la trêve officielle ou tacite observée par les deux armées immédiatement après le miracle détermine le roi de France à entrer en pourparlers avec Richard Cœur de Lion et peut-être avec Henri II lui-même. Ces longs pourparlers aboutissent le 23 juin à la conclusion de la paix.
Par la suite, d'autres « miracles » se produisirent. Une chapelle dédiée à Notre-Dame des Miracles est ajoutée contre le côté nord de la grande église abbatiale,. Cette chapelle est restée à peu près intacte jusqu'au milieu du XIXe siècle.

## Poursuite des travaux

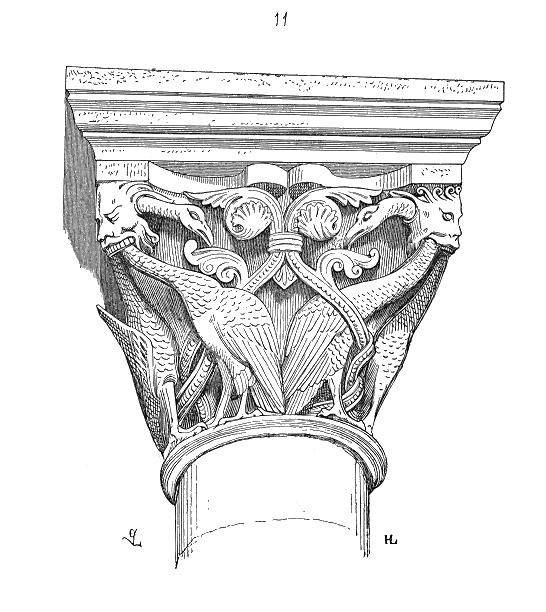
Un des chapiteaux subsistant, dessiné par Eugène Viollet-le-Duc et incorporé dans son Dictionnaire.

En 1205, il est reproché à l'archevêque de Bourges Guillaume de Corbeil, dit Guillaume de Donjon, d'avoir empêché l'accès des églises du diocèse aux envoyés de l'abbaye de Déols chargés de recueillir des aumônes pour la reconstruction de l'église abbatiale. Il est vrai que celui-ci collectait aussi des dons pour la cathédrale de Bourges.
Le 22 février 1211, la Chronique de Déols signale l'effondrement en pleine nuit du clocher qui s'élevait à la croisée du transept. Le lendemain un paon qui avait élu domicile dans le clocher aurait été découvert sain et sauf au milieu des décombres.
Selon la Chronique de Déols, le 4 avril 1247, le légat du pape Innocent IV, le cardinal Eudes de Châteauroux serait venu à Déols consacrer l'autel des saints apôtres Pierre et Paul.
Un an plus tard, le 25 avril 1248, Eudes de Châteauroux, qui est alors considéré comme l'un des personnages les plus importants du royaume, consacre l'église haute de la Sainte-Chapelle à Paris.
Toujours selon la Chronique de Déols, au mois de juillet 1343, quatre autels, ceux du Saint-Esprit, de sainte Marguerite, de saint Benoît et de saint Martial sont consacrés par l'évêque de Capou, le frère Jean.

## L'abbaye de Déols pendant les guerres de religion
La période des guerres de religion (1562-1598) est désastreuse pour l'abbaye Notre-Dame de Déols qui est en partie détruite par les protestants. C'est en novembre 1567 que l’abbatiale est incendiée. Les auteurs en sont les troupes protestantes dite de l'« armée des vicomtes » qui remontaient de la Gascogne vers Paris. L'abbaye est de nouveau au cœur de combats en 1569. Mais malgré ses bâtiments endommagés et ses propriétés en partie ravagées par les combats, le capital foncier de l’abbaye et peu entamé.
L'abbaye Notre-Dame de Déols continue à très bien fonctionner sur le plan institutionnel et financier. Rentes, droits fonciers ou féodaux, dîmes, produits des métairies affluent toujours au Bourg-Dieu. D'ailleurs, l'abbaye est lourdement taxée à plusieurs reprises. Il est remarquable que, parmi est bâtiments de l’abbaye, la chapelle dédiée à Notre-Dame-des-Miracles ait traversé sans dommage les guerres.

## Le régime de la commende et la sécularisation

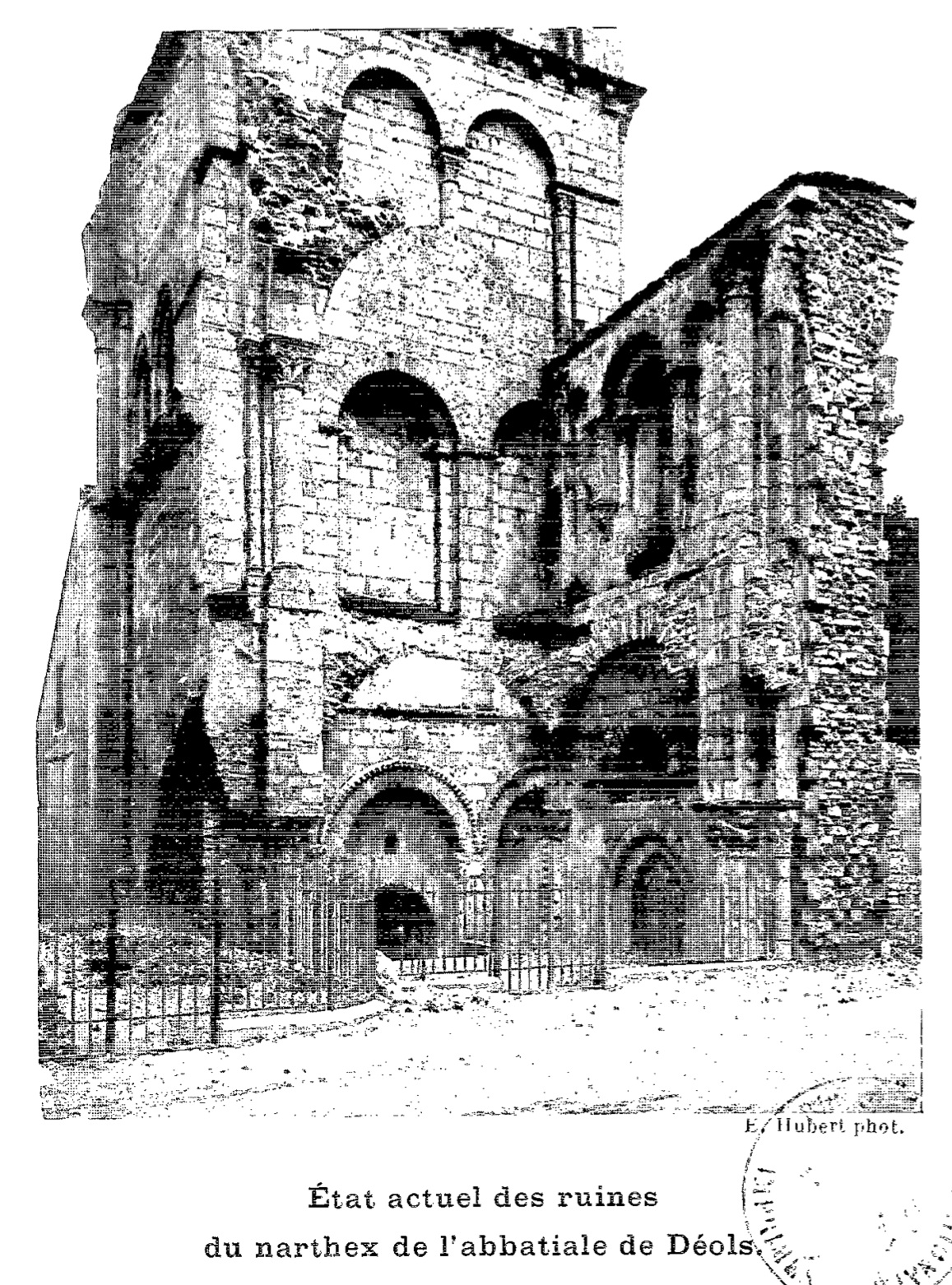
Abbaye de Déols, état de la tour vers 1920.

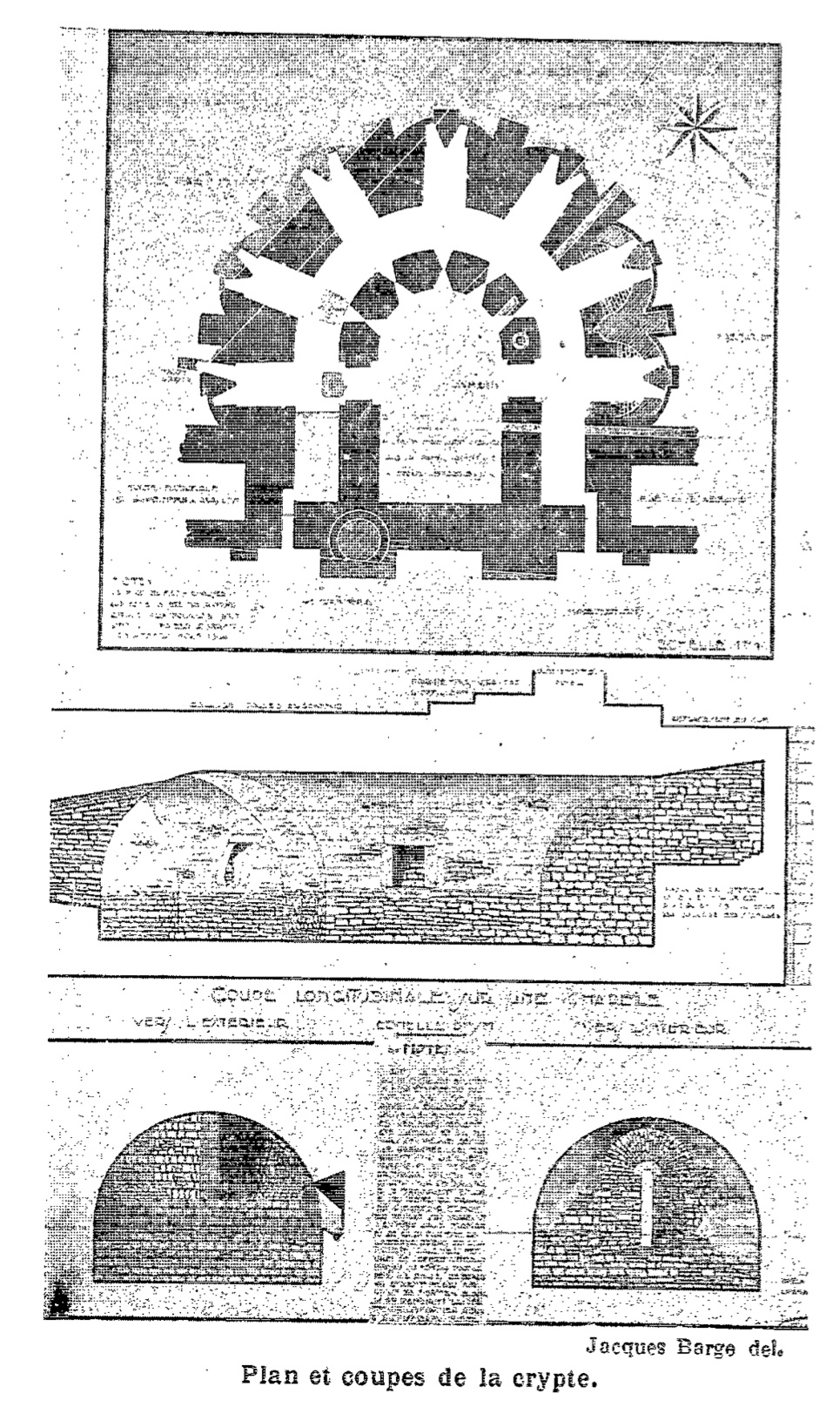
Abbaye de Déols, plan et coupe de la crypte.

À partir de la fin du XVe siècle, le régime de la commende est progressivement mis en place. C'est le roi de France qui nomme les abbés à la tête des abbayes, et l'abbé n'est donc plus élu par les moines. À Déols, le premier abbé commendataire est de 1501 à 1516, René de Prie. Il est grand-archidiacre de Bourges, archidiacre de Blois, doyen de Saint-Hilaire de Poitiers, protonotaire apostolique. Il est abbé commendataire de l'abbaye du Landais[Lequel ?], de l'abbaye de Louroux, de l'abbaye de Miseray, de Notre-Dame de de La Prée, de l'abbaye Notre-Dame de Lyre, de l'abbaye Saint-Mesmin de Micy, de l'abbaye d'Issoudun et aumônier royal. En 1498 il est élu évêque de Bayeux.
Le concile de Trente édicte des règles raffermissant l'autorité des évêques, et aussi prend acte de la réorganisation en cours des abbayes existantes. Les monastères notamment avaient commencé à se grouper en congrégations. Parmi celles-ci, la congrégation des Exempts groupe 55 monastères dont Marmoutier, Vendôme, Fleury-sur-Loire et Déols. La congrégation de Saint-Maur, une congrégation de moines bénédictins français, créée officiellement en 1621, est autrement importante. Elle réunit jusqu'à 190 abbayes. En Berry, les abbayes Saint-Sulpice de Bourges, Vierzon, Chezal-Benoît et le prieuré de Saint-Benoît-du-Sault en font partie. Déols est déjà à l'abandon à cette époque.
À la fin du XVIe siècle, les religieux à Déols ne sont plus que seize, plus un religieux sacristain et des novices. Le prince Henri II de Bourbon-Condé devient propriétaire du duché de Châteauroux en 1616, acheté à Jean d'Aumont et Jean II de la Tour-Landry, qui se le partageaient. Henri II entame l'incorporation de l'abbaye et de ses biens au duché.
En décembre 1622, après avoir obtenu l'accord du roi de France Louis XIII, le prince se rend à Rome et obtient du pape Grégoire XV des bulles prononçant la sécularisation des abbayes du Bourg-Dieu (Notre-Dame de Déols) et abbaye de Saint-Gildas, à Châteauroux. Les douze moines de Déols et les sept moines de Saint-Gildas acceptent de rejoindre une autre communauté religieuse, de devenir chanoines d'une collégiale à fonder (mais qui n'a pas été construite), ou d'obtenir une rente viagère. La décision pontificale est approuvée par le roi en 1623.
Mais le Parlement de Paris refuse en 1624 d'enregistrer les bulles de sécularisation. Louis XIII porte l'affaire devant le Conseil d’État qui juge qu'il faut ignorer le refus du parlement. Celui-ci entérine en 1627 l'arrêt, les lettres et bulles de sécularisation.
Le 11 septembre 1629, des lettres patentes enregistrent les avoirs des abbayes de Déols, Saint-Gildas et du prieuré de Grammont qui sont rattachés au domaine du duché-pairie de Châteauroux. Si une nouvelle collégiale pour le chapitre n'a pas été construite, la chapelle Notre-Dame des Miracles devient une vicairie, liée au nouveau chapitre créé à Saint-Martin de Châteauroux. La chapelle des Miracles devient elle-même un chapitre, en 1666.
En 1643, Dom Anselme Le Michel, religieux de la congrégation de Saint-Maur, visite les anciennes abbayes de Déols. Il décrit un cloître dont les accès ont été murés, une église abbatiale ayant perdu son dôme à la croisée du transept et ses voûtes, ainsi que des clochers en cours de démolition. En revanche, la chapelle Notre-Dame des Miracles est intacte. Louis IV Henri de Bourbon-Condé vend le duché de Châteauroux à Louis XV en 1737. Le site, à l'exception de la chapelle Notre-Dame-des-Miracles, continue à être une carrière où l'on puise des matériaux pour différents chantiers publics et privés.
La construction d'une route de Bourges à Déols passant par Issoudun, entamée en 1768, contourne la chapelle Notre-Dame-des-Miracles et les anciens vestiges de l'abbaye ; le clocher actuellement subsistant est considéré comme un point d'alignement utile pour établir l'axe de la future route au-delà de Déols, ce qui justifie sa conservation.
En 1770, le chapitre canonial de Notre-Dame-des-Miracles est supprimé. L'ancienne collégiale redevenue simple chapelle est rattachée à la cure de Saint-Étienne de Déols. Son tracé définitif est figé en 1812 et il empiète désormais sur l'emprise de l'ancienne abbaye et passe sur le chœur même de la grande église abbatiale.
La chapelle Notre-Dame-des-Miracles doit sa survivance à la création de la vicairie, puis du chapitre.
En 1787, le comte d'Artois, futur Charles X de France vend, par arrentement à titre perpétuel, les bâtiments et terrains qui se situaient à l'intérieur de la clôture de l'ancienne abbaye, à condition de ne pas y édifier de bâtiments. Par cette vente, ces terrains devenus privatifs, ne se retrouvent pas, au moment de la Révolution française, sur la liste des biens nationaux. La chapelle Notre-Dame-des-Miracles, rattachée à la cure de Déols reste ouverte au culte jusqu'en 1792. Le bâtiment disparaîtra définitivement en 1833, malgré les efforts de l'abbé Dubouchat pour la sauver,,.
De 1846 à 1976, une partie des vestiges de l'ancienne abbaye de Déols héberge un orphelinat à vocation départementale. Il est tenu par les sœurs de la Charité de la Congrégation de Montoire.

## Architecture

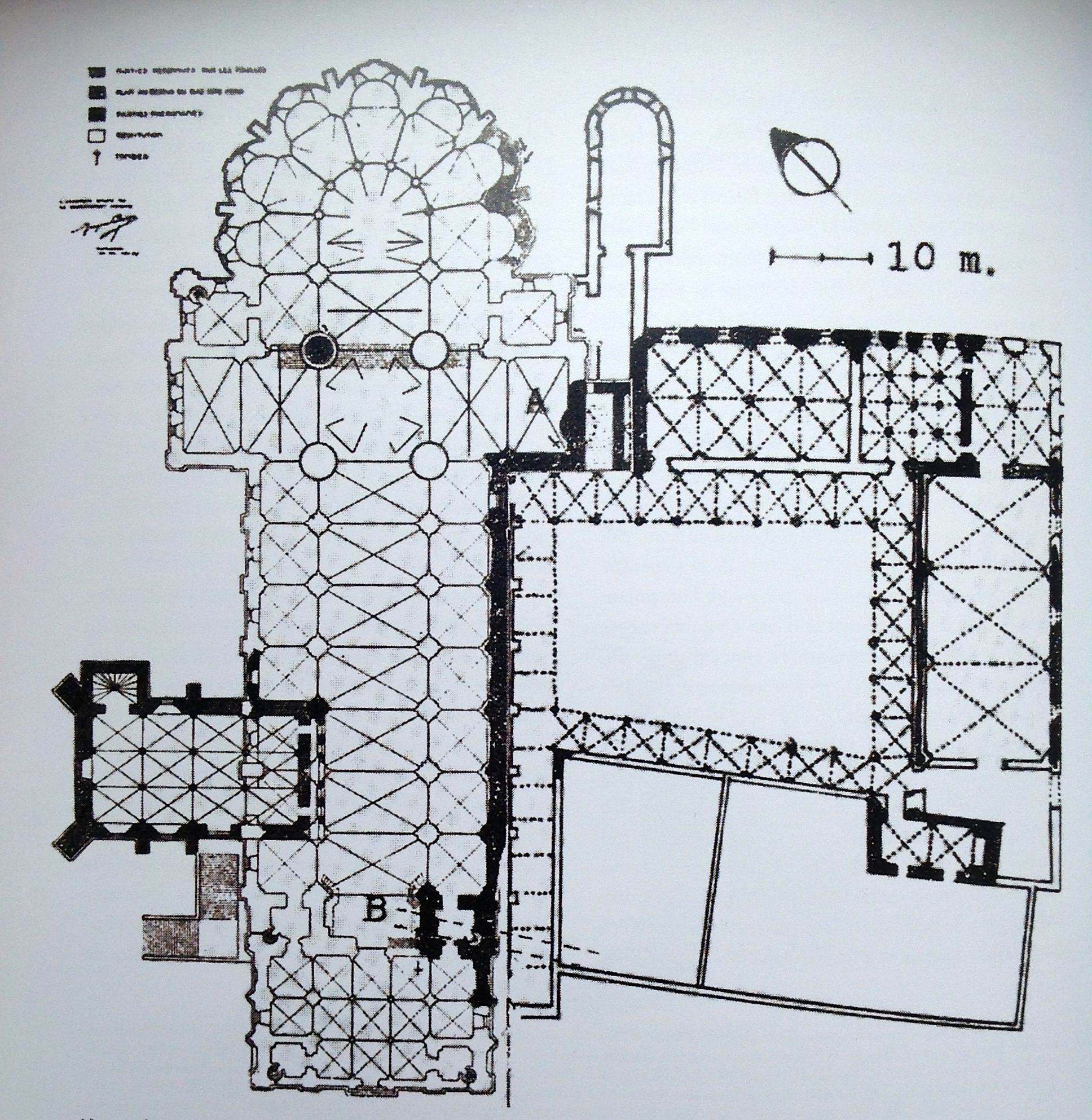
Plan de l'abbaye de Déols.

Les vestiges subsistants sont le clocher, la quatrième travée du collatéral nord, la crypte, le mur sud de la nef et la porte de jonction avec le cloître, la prison des moines, la salle capitulaire, la salle carrée avec ses têtes murales, le réfectoire, la cuisine et les autres bâtiments conventuels. Ils permettent de se rendre compte de la puissance et de la richesse de l'ancienne abbaye Notre-Dame de Déols.
Des fouilles ponctuelles se sont succédé sur le site de l'abbatiale Notre-Dame de Déols depuis le XIXe siècle (découverte du tombeau d'un abbé de Déols en 1886). Mais ce sont les fouilles archéologiques effectuées méthodiquement de 1924 à 1926 qui ont permis pour la première fois de proposer une restitution du plan de la grande église abbatiale de Déols. Ces fouilles furent suivies journellement par l'abbé Babou, curé de Déols, leur marche fut réglée par Eugène Hubert (archiviste départemental de l'Indre) avec François Deshoulières correspondant du ministère, directeur adjoint de la Société Française d'Archéologie et régulièrement vérifiées par Jean Hubert (depuis 1926 archiviste départemental de Seine-et-Marne). C'est Jacques Barge, architecte diplômé du gouvernement, membre de la Société Française d'Archéologie qui effectua le relevé des fouilles et les plans de restitution.
Pour découvrir une partie de la riche sculpture romane de l'abbaye Notre-Dame de Déols, il suffit de visiter la salle lapidaire du Musée-hôtel Bertrand à Châteauroux. Le musée de Châteauroux conserve une quinzaine de sculptures déoloises : dont le tympan du portail nord, la Cène et le tombeau d'un abbé constituent les pièces les plus prestigieuses.
L'abbaye Notre-Dame de Déols fut à la croisée des influences artistiques venues de l'Aquitaine, de l'Anjou, puis de l'Île-de-France. Les vestiges subsistants restent de véritables chefs-d'œuvre du style roman. En 1843, Prosper Mérimée s'intéresse à Déols et « veut sauver de la ruine l'unique tour subsistante ». En 1850, M. de Mérindol effectue une étude sur le clocher de Déols. En 1851, Alfred Dauvergne fait un relevé détaillé du clocher. En 1862, le clocher, le mur sud de la nef et la partie encore visible du mur nord sont classés au titre des monuments historiques.
En 1995 des fouilles archéologiques permirent de dégager quelques chapiteaux sculptés du XIIe siècle encore en place dans le collatéral nord, jusqu'alors masqués par des maçonneries plus récentes.
La tour carrée comporte un étage inférieur d'arcatures aveugles et un étage supérieur percé de fenêtres géminées. Elle est surmontée d'une flèche conique accompagnée de clochetons octogonaux.

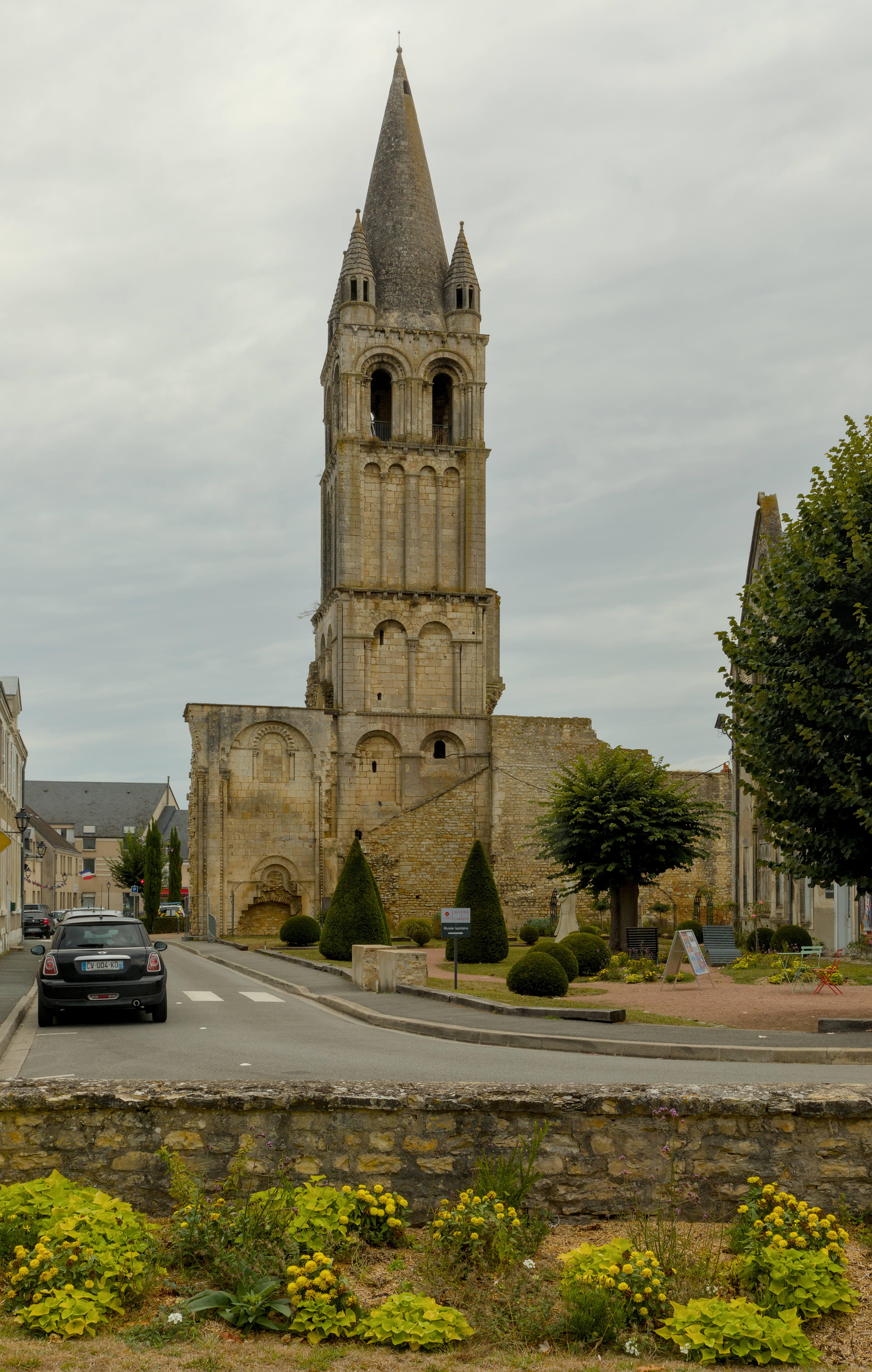
Vue depuis le square de la rue de l'Abbaye.
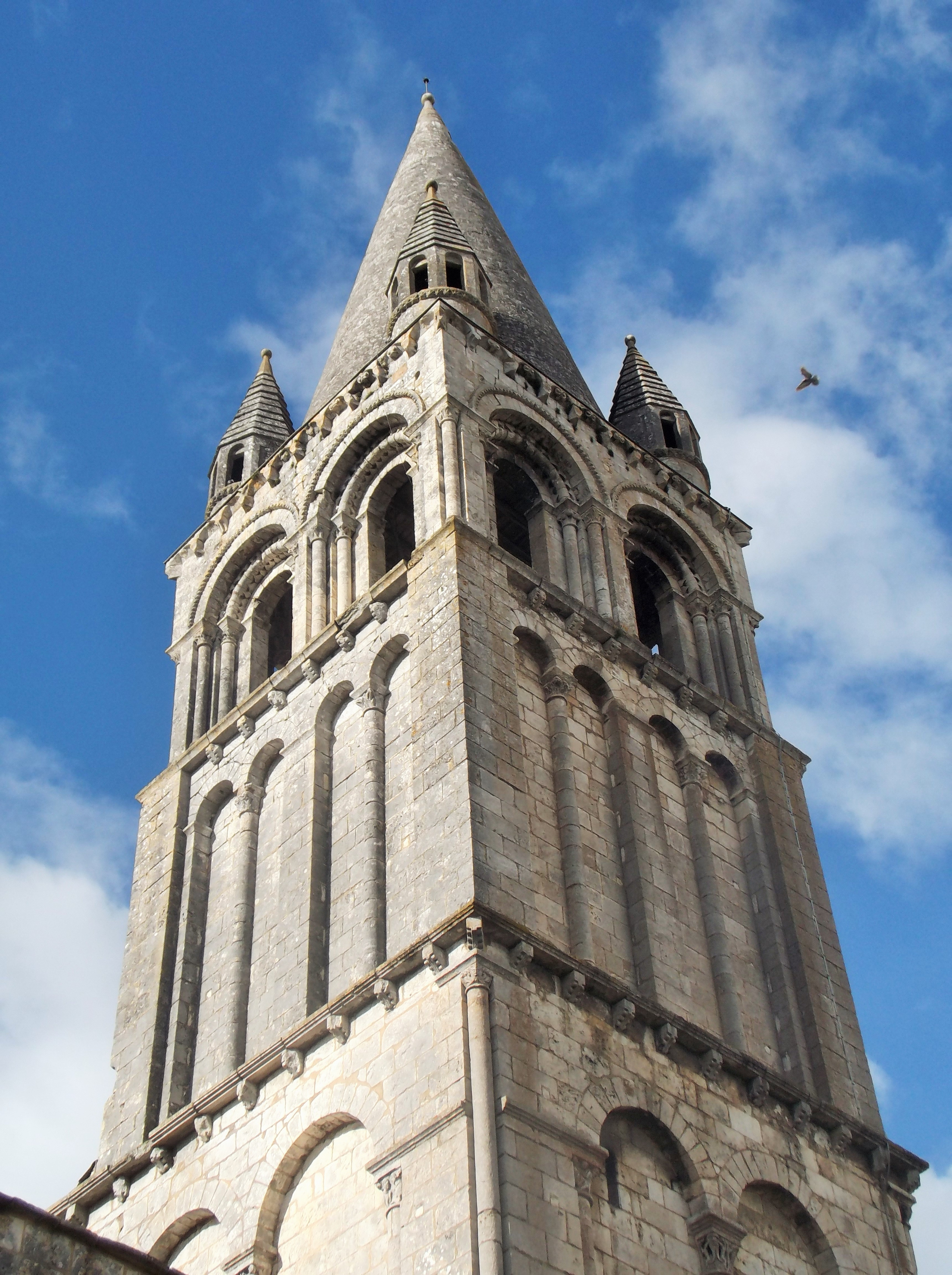
La flèche du clocher.
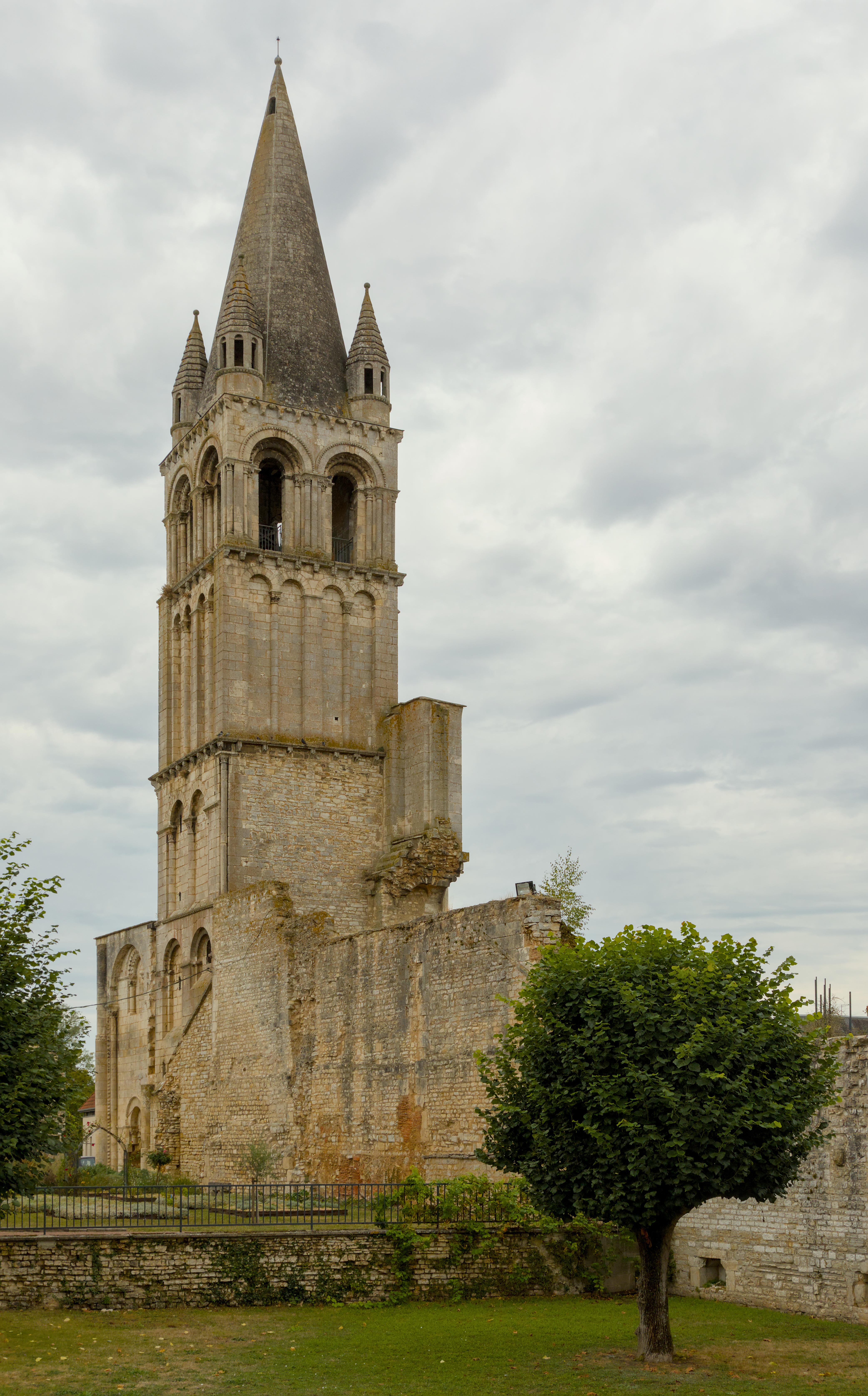
Le clocher et le pan de mur conservé attenant.
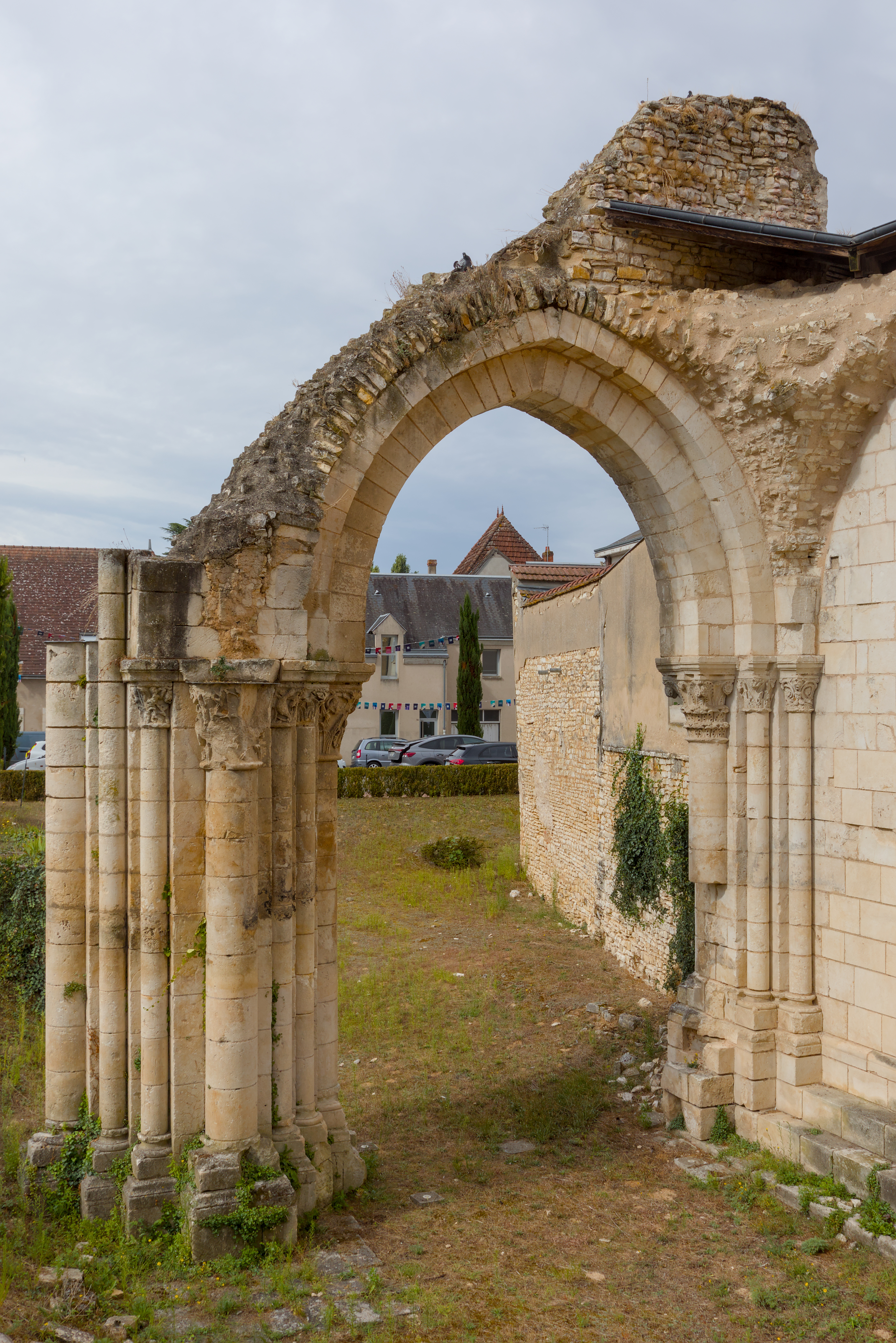
La porte de jonction avec le cloître.
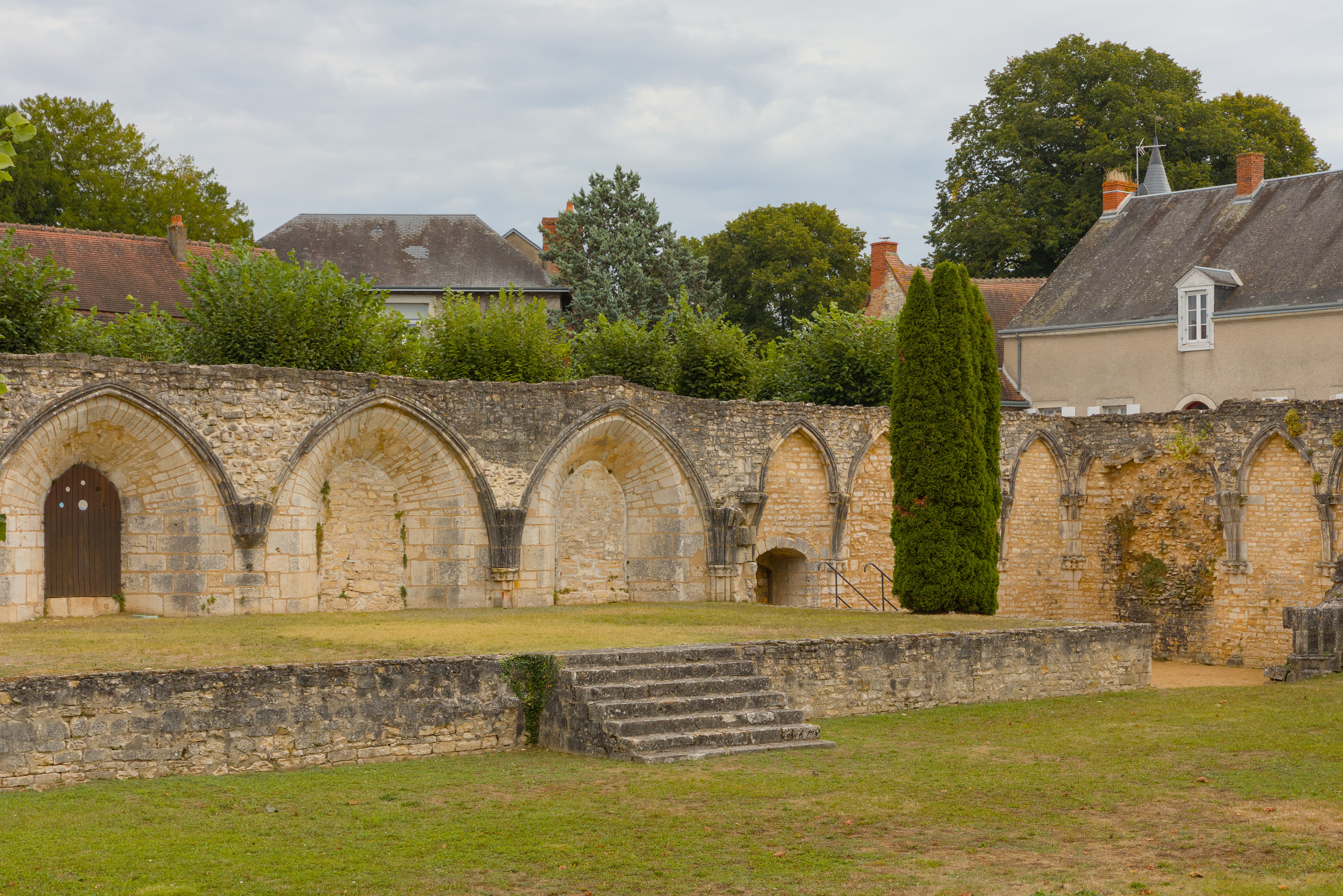
Sans doute le cloître.
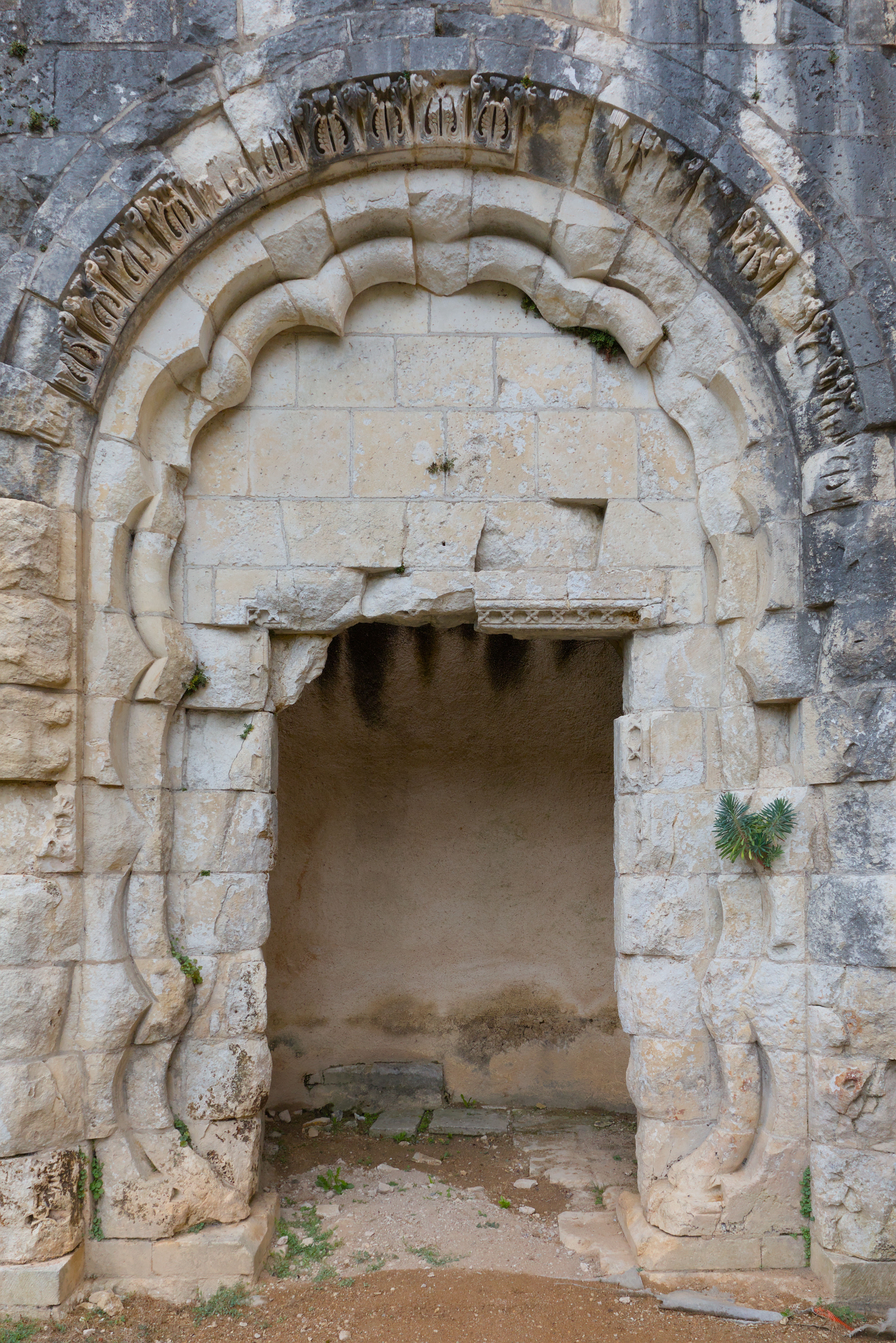
La porte des Moines.
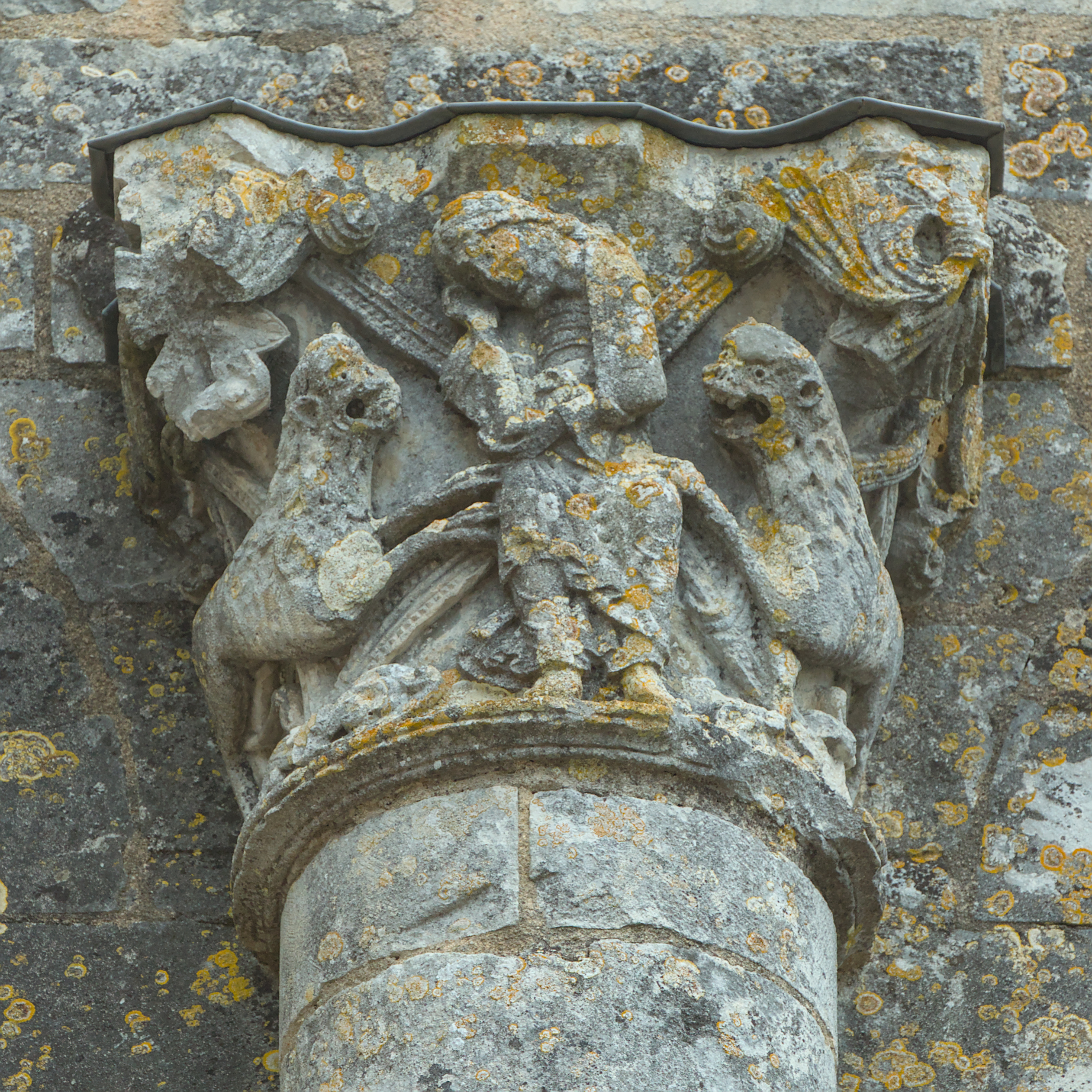
Chapiteau sculpté.
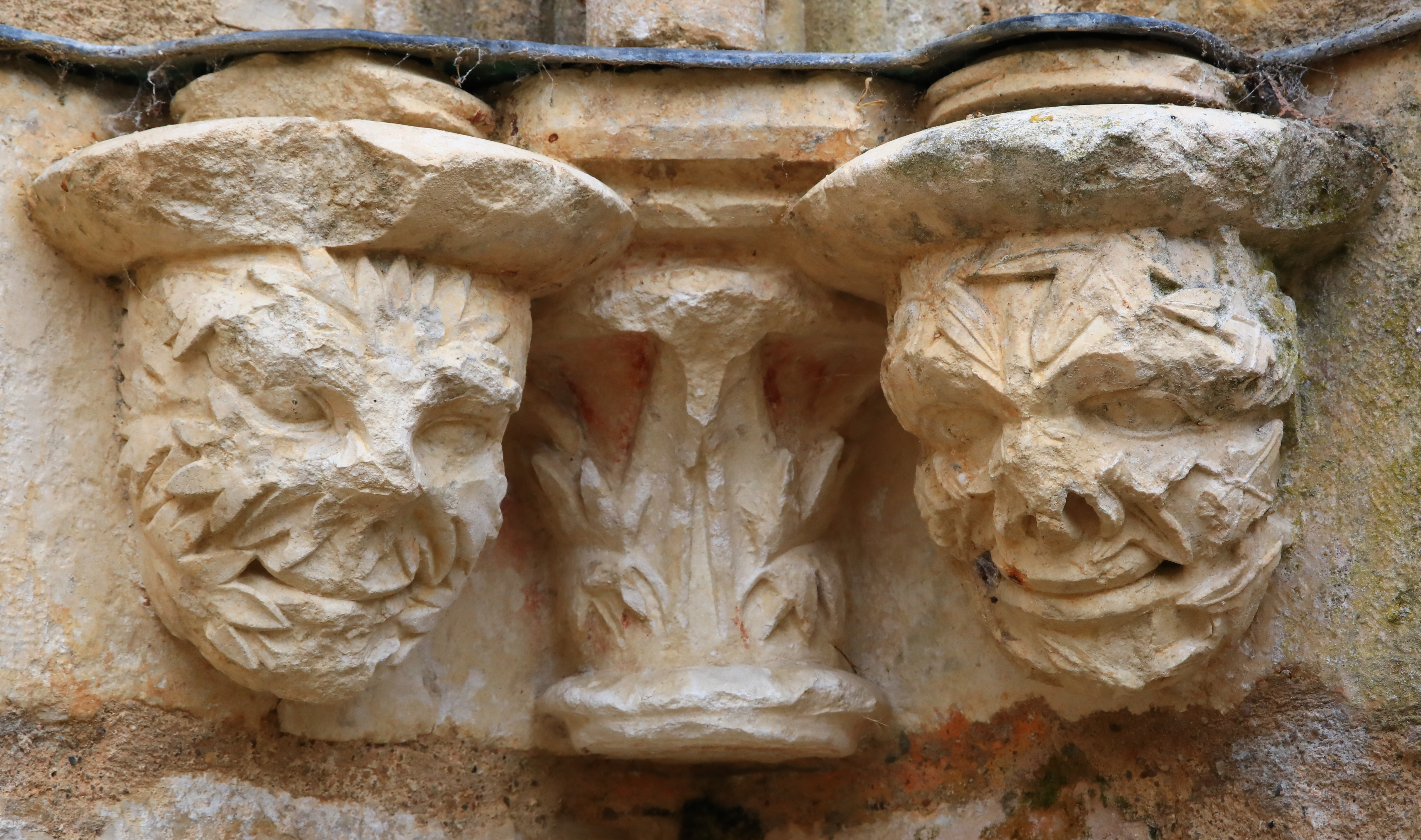
Mascarons dans la salle carrée.

## Liste des abbés de l'abbaye Notre-Dame de Déols
Cette liste est établie par Marc du Pouget et Didier Dubant à partir de la Chronique de Déols (Chronicon Dolensis Cœnobi) du chanoine Pénier, dont le manuscrit est conservé au château de Fougères à Étrechet, et des dépouillements d'Eugène Hubert.

### Abbés réguliers
- Bernon, 917 - 926. Premier abbé, simultanément abbé de Cluny et de Massay
- Odon ou Eudes, 926 - 942. Lui aussi, simultanément abbé de Cluny et de Massay
- Frobert ou Frambert, 942 - 951
- Raynard, 951 - 968
- Ranulph ou Renulphe, 968 - 970
- Dacbert, 970 - 978
- Roch, 978 - 990
- Hugues Ier, 990 - 997
- Eumène ou Eumerius ou Emenon, 997 - 1013.
- Herbert, 1013 - après 1040.
- Bernard, après 1040 - 1050.
- Ingebauld, 1050 - 1051.
- Raymond, 1051 - 1072.
- Pierre, 1072 - 1074.
- Warmond ou Guarmond, 1074 - 1077.
- Gauthier, 1077 - 1079. Non reconnu par le pape Grégoire VII.
- À nouveau Warmond ou Guarmond, 1079 - 1087.
- Aldebert ou Audebert, 1087 - 1097. Également archevêque de Bourges de 1093 à 1097.
- Bernier de Bonneval, 1097. Élu, mais non reconnu par une partie des moines.
- Giraud ou Gérald, 1097 - 1099.
- Hugues II, 1099 - 1102.
- Jean Ier, 1103 - 1119 ? En mars 1107, passage du pape Pascal II.
- Hugues, 1119 - ?
- Jean, ? - 1138.
- Jean II de Poitiers, avant 22 mars 1138 - avant 1148.
- Gerbert ou Gilbert, avant 1148 - 1153.
- Géraud, 1153 - 1154.
- Girard Morail, avant mai 1154 - 1176. En septembre 1162, séjour du pape Alexandre III. Nouveau séjour en juillet 1163.
- Jean III de la Roche ou du Rochat, 1176 - 1184.
- Gérald ou Géraud d'Épineuil, 1184 - 1194. En mai 1187, l’abbatiale est le cadre du miracle de Déols.
- Raoul du Puy, 1194 - 1211.
- Jean IV de la Roche, 1211 - 1253. En 1223, passage du pape Honorius III. En avril 1247, consécration d'un autel par Eudes de Châteauroux, légat du pape Innocent IV.
- Jean V du Mont, 1255 - 1283.
- Evrard I de Nouzerolles, 1283 - 1295.
- Jean VI d'Yvernault, 1295 - 1308.
- Guillaume de Céris, 1308 - 1324.
- Hugues de Génetines, 1324. Élu par la communauté, mais non reconnu par le pape Jean XXII.
- Geoffroy de Céris, 1325 - 1348 ou 1349.
- Hugues VI de Cros, 1348 ou 1349 - 1383 ou 1384.
- Guillaume Bailli, 1380 ? - 1389.
- Robert, ? - ? (pendant 2 ans).
- Jean VII, avant 1394 - après 1405.
- Hélie Martineau, avant 1409 - 1415.
- Thibaut Macon, avant 1426 - 1432.
- Simon de Céris, avant 1438 - 1459.
- Evrard II de Léon, 1459 - 1476.
- Hugues Fumée, 1459 - ?
- Louis de Combord, 1476 - 1482.
- Jean VI Loubert, Loubbes ou Lobes, 1482 - 1501.

### Abbés commendataires
Les abbés commendataires assurent la protection de l’abbaye en échange de revenus de la mense abbatiale. Ils appartiennent souvent aux grandes familles du royaume.
- René de Prie, 1501 - 1516. Également évêque de Bayeux, abbé de Notre-Dame d'Issoudun et abbé de la Prée.
- Adrien Gouffier, 1516 - 1523.
- Claude du Prat, mentionné en 1523, évêque de Mende, frère du chanoine Antoine Duprat.
- Jacques Loubbe, 1523 - après 1536.
- Jean de Guise, cardinal de Lorraine, avant 1543 - ?
- Georges II d'Amboise, dit le Jeune, avant 1545 - 1550. Archevêque de Rouen en 1510, puis cardinal en 1546, neveu de Georges d'Amboise.
- Jean VII du Puy, ? - ?
- Robert II de Lenoncourt, 1550 - ?
- Jacques ou Jacob Leroy, avant 1551 - 1572. Également archevêque de Bourges de 1537 à 1572.
- Charles de Guise, cardinal de Lorraine, 1572-1574.
- Louis de Guise, 1575 - 1578.
- Claude de Lorraine, dit le chevalier d'Aumale, 1578 - 1591. Également abbé de Saint-Pierre de Chartres et du Bec-Hellouin.
- Jean Helluys, 1591 - 1594 (?), abbé désigné par le duc d'Aumale.
- François de Chennevières, 1597 - 1599. Également abbé de Saint-Corneille à Compiègne et de Saint-Gildas à Châteauroux.
- Charles de L'Aubespine, 1602 - 1613. Conseiller du roi, chanoine de Notre-Dame de Paris.
- Jean Du Piau, abbé confidentiaire[38], 1613 - 1623.

## Autres abbayes bénédictines dans le Berry
Quatorze abbayes bénédictines (dont Notre-Dame de Déols) sont fondées dans le Berry entre le VIIe et le XIIe siècle.
- Encore utilisée : 
  - Abbaye Notre-Dame de Fontgombault
- Subsistent partiellement :
  - Notre-Dame de Charenton
  - Saint-Genou de l'Estrée
  - Saint-Pierre de Méobecq
  - Saint-Cyran-en-Brenne
  - Saint-Martin de Massay
  - Saint-Pierre de Chezal-Benoît
  - Notre-Dame de Déols
- Presque entièrement disparues :
  - Saint-Pierre à Dèvres en 843 puis à Vierzon en 903
  - Saint-Laurent de Bourges
- Ont disparu :
  - Saint-Sulpice de Bourges
  - Saint-Gildas de Châteauroux
  - Notre-Dame d'Issoudun

### Les abbayes
- Saint-Sulpice de Bourges (613)

L'abbaye Notre-Dame de la Nef est fondée en 613 par le roi Clotaire II. Son premier abbé est Sulpice le Pieux (576 - 647), dit aussi le bon ou le débonnaire. Il a été évêque de Bourges et chapelain du roi Clotaire II. Il est inhumé dans l’abbatiale et donne son deuxième nom à l'abbaye. Elle a définitivement disparu à la Révolution.
- Notre-Dame de Charenton (vers 620)

Cette abbaye aurait été fondée vers 620 afin d'accueillir des religieux placés sous la règle de saint Colomban de Luxeuil. Les fondateurs Théodulphe et Chalan ont été inhumés dans l'abbatiale, dont il ne subsiste que l'avant-nef transformée en chapelle. Les autres bâtiments ont été détruits à la Révolution.
- Saint-Pierre de Méobecq (632)

Comme Déols et Massay, l'abbaye de Méobecq et celle de Saint-Michel-en-Brenne sont considérées comme des « abbayes sœurs ». Méobecq aurait été fondée en 632 par saint Cyran. L'abbatiale de Méobecq a été partiellement préservée.
- Saint-Cyran de Saint-Michel-en-Brenne (641)

En 641, saint Cyran devient premier abbé de l'abbaye nouvellement établie à Saint-Michel-en-Brenne qui prend son nom. De l'abbaye de Saint-Cyran ne subsistent que quelques bâtiments.
- Saint-Laurent de Bourges (première moitié du VIIe siècle)

Cette abbaye aurait été fondée dans la première moitié du VIIe siècle pour des religieuses de Saint-Benoît. L'abbatiale est partiellement détruite au XVIe siècle. Fermée à la Révolution, ses bâtiments ont presque entièrement disparu.
- Massay (728)

Abbaye fondée en 738 par un comte d'Aquitaine nommé Egon. Au cours des Xe – XIIe siècles, Déols et Massay évoluent pour devenir des centres monastiques de première importance. Partiellement détruite pendant la guerre de Cent Ans, puis pillée pendant les guerres de Religion, Massay est supprimée en 1735. Après la Révolution, le cloître est détruit et la route de Reuilly est construite à son emplacement. Subsistent la salle capitulaire et la chapelle Saint-Loup.
- Saint-Genou de l'Estrée (828)

Abbaye fondée en 828 par Ode et Wilfred à Saint Genou après une vision qu'ils auraient eue à Estrée. Les reliques de saint Genou, déposés dans l'abbaye, sont à l'origine du nom. Détruite aux XVIe et XVIIe siècles, elle est supprimée en 1771. Il subsiste l'abbatiale, mais sans la nef, avec un riche décor sculpté.
- Abbaye bénédictine de Dèvres (843)

Ou Dèvre, aujourd'hui Le Prieuré, sur la commune de Saint-Georges-sur-la-Prée) fondée par Centulphe de Vierzon sous les vocables de saint Pierre et saint Optat. Après le pillage par les Normands, l'abbaye est abandonnée et les moines se replient sur l’abbaye de Vierzon. Il reste une chapelle à Dèvres.
- Saint-Pierre de Vierzon (903)

Au départ, prieuré de l'abbaye de Dèvres. Est érigée en abbaye après l'abandon de Dèvres en 903. Elle adhéra à Saint-Maur en 1667. L'abbatiale, reconstruite en 1193, est connue par des sources graphiques qui montrent un vaste édifice, avec un chœur entouré d'un déambulatoire avec cinq chapelles rayonnantes. Fermée à la Révolution, où elle ne comptait plus que six moines. Ses bâtiments, vendus comme biens nationaux, sont détruits. Les restes de l'abbaye sont occupés par l'hôtel de ville.
- Saint-Gildas de Châteauroux (entre 920 et 927)

Abbaye fondée entre 920 et 927 pour des moines bénédictins fuyant le monastère breton de Saint-Gildas-de-Rhuys dévasté par les Normands. Située dans le faubourg Saint-Christophe de Châteauroux, sécularisée par le prince Condé avec l'abbaye de Déols, elle a été détruite.
- Notre-Dame d'Issoudun (947)

Abbaye fondée en 947. Elle est partagée entre le château et le faubourg nommé Saint-Paterne. Ni Saint-Paterne, ni l'abbaye dans les murs du château n'ont été conservés, L'abbatiale Notre-Dame, datée de la seconde moitié du XIe siècle, est connue par des sources graphiques et des sondages archéologiques.
- Abbaye Notre-Dame de Fontgombault (1091)

Établie en 1091, son architecture très sobre annonce l'art cistercien. Elle est un des joyaux de l'art roman. L'abbatiale possède un chevet au déambulatoire et cinq chapelles rayonnantes. À Fontgombault vit encore une communauté de moines noirs.
- Saint-Pierre de Chezal-Benoît (1093)

Fondée en 1093, l'abbaye Saint-Pierre de Chezal-Benoît est la plus jeune des abbayes bénédictine. Elle a eu une influence aux XVIIe et XVIIIe siècles comme chef d'Ordre de la congrégation de Chezal-Benoît. Il subsiste la nef de l’abbatiale, avec des stalles richement décorées, et divers éléments épars. Le reste du monastère est transformé en locaux de l’hôpital.

## Des papes à Déols

### La bulle de Pascal II en faveur de l'abbaye de Déols (1115)
À l'occasion d'un long voyage en France, le pape Pascal II est venu à Déols en 1107, où il consacre un autel de l’abbatiale reconstruite. Il est en lutte avec l'empereur germanique au sujet des investitures (la « querelle des investitures »), et vient chercher appui et soutien. Il ne revient pas à Déols.
C'est par une bulle datée du 13 novembre 1115 et publiée à Rome qu'il dote l'abbaye de la confirmation de privilèges la plus large de son histoire. Le texte en latin de cette bulle a été publié par Eugène Hubert. La table qui suit en est la traduction de Marc du Pouget.
Pour de nombreuses communes ou églises, cette bulle est l'un des premiers documents à la mentionner.

### Passage du pape Alexandre III en 1162 et 1163
En conflit avec l'empereur Frédéric Barberousse, le pape Alexandre III, se réfugie en France. Il séjourne à Déols à deux reprises :
- une première fois de 1162 de la mi-août à la fin septembre ; La Chronique de Déols précise : « cette année-là, le pape Alexandre vint à Déols et il y demeura tout le mois de septembre. Le 5e jour des ides dudit mois [9 septembre], il consacra l'autel du Crucifix en l'honneur de saint Côme. Le même jour, l'évêque d'Ostie consacra l'autel de sainte Marie-Madeleine en l'honneur de saint Jacques, saint Étienne et sainte Cécile. »
- une seconde fois en 1163 au mois de juillet[12],[25].

### Sources et bibliographie
Les références « historiques » sur l'abbatiale sont les travaux de Jean Hubert. En plus de sa thèse à l'École des chartes, ce sont : 
- Jean Hubert, « L'abbatiale Notre-Dame de Déols. Plans et dessins de Jacques Barges », Bulletin monumental, vol. 86,‎ 1927, p. 5-66, plans et coupes, 2 pl. h.t. (lire en ligne)
- Jean Hubert, « Le miracle de Déols et la trêve conclue en 1187 entre les rois de France et d'Angleterre », Bibliothèque de l'école des chartes, vol. 96,‎ 1935, p. 285-300 (DOI 10.3406/bec.1935.449109, lire en ligne)
- Jean Hubert, « L'abbaye exempte de Déols et la Papauté (Xe – XIIe siècles) », Bibliothèque de l'école des chartes, vol. 145,‎ 1987, p. 5-44 (DOI 10.3406/bec.1987.450445, lire en ligne, consulté le 12 août 2013)

L'article de 1927 est reproduit, agrémenté de nombreux encarts, de développements, de notes, et d'articles complémentaires, et augmenté d'un ensemble important de photographies, dans le livre : 
- René Pécherat, Pierre Remérand et Didier Dubant, L'abbaye Notre-Dame de Déols (Indre), Vendoeuvres/Châteauroux, Éditions Lancosme et l'Académie du Centre, 2009, 360 p. (ISBN 978-2-912184-53-5)

#### Ouvrages complémentaires sur Déols
- Francesca Picou-Lacour, Françoise Michaud-Fréjaville, Armelle Querrien et al., Berry médiéval : à la découverte de l’Indre au Moyen Âge, Catalogue d’exposition. Châteauroux, Archives départementales de l’Indre, 2009
- Didier Dubant, Monique Carrillon, Simon Mardelle et Nicole Rollin, Promenade dans Déols. Histoire des rues et lieux-dits d'une commune de l'Indre, Déols, Office de tourisme de Déols, 1998, 8 plans, 256 (ISBN 2-9512859-0-6)
- Didier Dubant, Le Berry. 100 églises, légendes et sites, Alan Sutton, coll. « Passé simple », 2000, 96 p. (ISBN 978-2-84253-447-9)